# Reigneville-Bocage
Cet article possède des paronymes, voir Regnévelle, Regnéville-sur-Mer et Regnauville.
Reigneville-Bocage est une commune française, située dans le département de la Manche en région Normandie.
Peuplée de 38 habitants, elle est l'une des trois communes les moins peuplées du département.

## Géographie
La commune est au sud de la péninsule du Cotentin, au cœur du Cotentin historique. Son bourg est à 5,5 km au nord-est de Saint-Sauveur-le-Vicomte, à 13 km à l'ouest de Sainte-Mère-Église, à 13 km au sud-ouest de Montebourg et à 13 km au sud de Valognes.
| Hautteville-Bocage | Hautteville-Bocage, Orglandes | Orglandes     |
| Sainte-Colombe     | Reigneville-Bocage            | Orglandes     |
| Rauville-la-Place  | La Bonneville                 | La Bonneville |

### Hydrographie
La commune est située dans le bassin Seine-Normandie. Elle n'est drainée par aucun cours d'eau,.

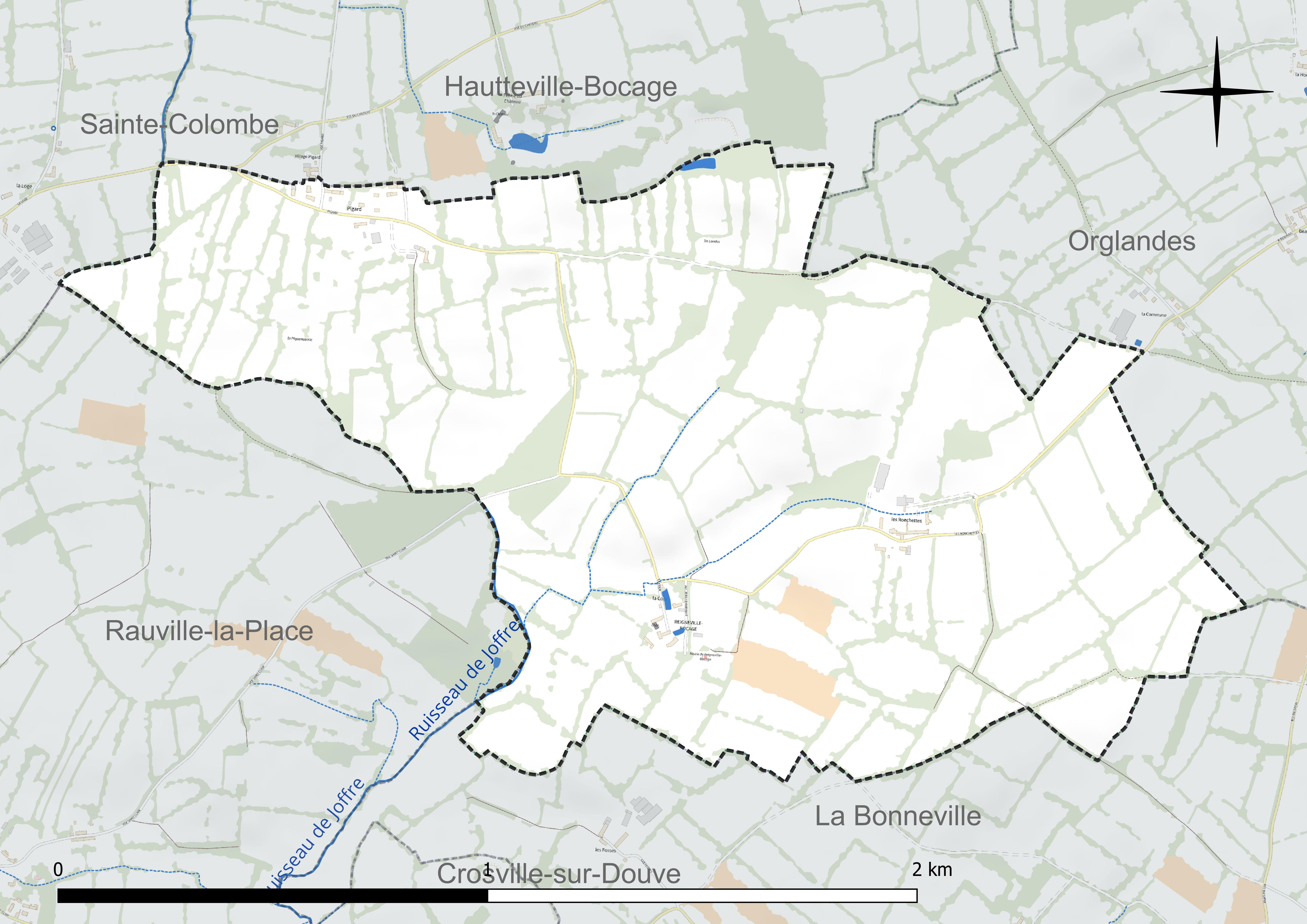
Réseau hydrographique de Reigneville-Bocage.

### Climat
Pour des articles plus généraux, voir Climat de la Normandie et Climat de la Manche.
En 2010, le climat de la commune est de type climat océanique franc, selon une étude du CNRS s'appuyant sur une série de données couvrant la période 1971-2000. En 2020, Météo-France publie une typologie des climats de la France métropolitaine dans laquelle la commune est exposée à un climat océanique et est dans la région climatique  Normandie (Cotentin, Orne), caractérisée par une pluviométrie relativement élevée (850 mm/a) et un été frais (15,5 °C) et venté. Parallèlement le GIEC normand, un groupe régional d’experts sur le climat, différencie quant à lui, dans une étude de 2020, trois grands types de climats pour la région Normandie, nuancés à une échelle plus fine par les facteurs géographiques locaux. La commune est, selon ce zonage, exposée à un « climat maritime », correspondant au Cotentin et à l'ouest du département de la Manche, frais, humide et pluvieux, où les contrastes pluviométrique et thermique sont parfois très prononcés en quelques kilomètres quand le relief est marqué.
Pour la période 1971-2000, la température annuelle moyenne est de 11,2 °C, avec une amplitude thermique annuelle de 10,9 °C. Le cumul annuel moyen de précipitations est de 835 mm, avec 13,3 jours de précipitations en janvier et 6,9 jours en juillet. Pour la période 1991-2020, la température moyenne annuelle observée sur la station météorologique la plus proche, située sur la commune de Sainte-Marie-du-Mont à 18 km à vol d'oiseau, est de 11,6 °C et le cumul annuel moyen de précipitations est de 890,0 mm,. Pour l'avenir, les paramètres climatiques de la commune estimés pour 2050 selon différents scénarios d’émission de gaz à effet de serre sont consultables sur un site dédié publié par Météo-France en novembre 2022.

## Urbanisme

### Typologie
Au 1er janvier 2024, Reigneville-Bocage est catégorisée commune rurale à habitat très dispersé, selon la nouvelle grille communale de densité à sept niveaux définie par l'Insee en 2022.
Elle est située hors unité urbaine et hors attraction des villes,.

### Occupation des sols
L'occupation des sols de la commune, telle qu'elle ressort de la base de données européenne d’occupation biophysique des sols Corine Land Cover (CLC), est marquée par l'importance des territoires agricoles (100 % en 2018), une proportion identique à celle de 1990 (100 %). La répartition détaillée en 2018 est la suivante : prairies (88,1 %), terres arables (11,1 %), zones agricoles hétérogènes (0,7 %). L'évolution de l’occupation des sols de la commune et de ses infrastructures peut être observée sur les différentes représentations cartographiques du territoire : la carte de Cassini (XVIIIe siècle), la carte d'état-major (1820-1866) et les cartes ou photos aériennes de l'IGN pour la période actuelle (1950 à aujourd'hui).

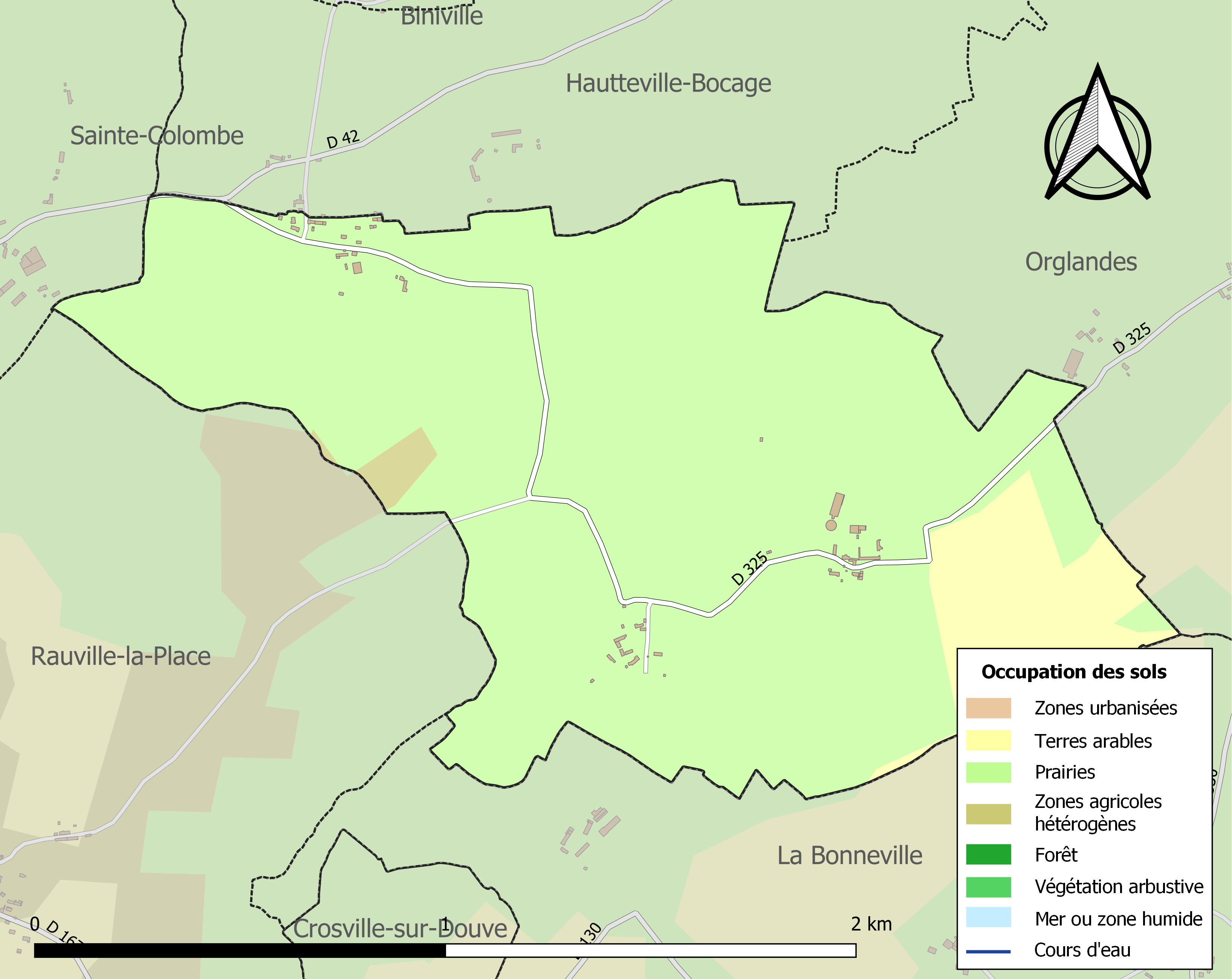
Carte des infrastructures et de l'occupation des sols de la commune en 2018 (CLC).

## Toponymie
Le nom de la localité est attesté sous les formes Runevilla en 1105,, Runeville en 1311, Rinieville en 1444 et Reneville en 1472.
Il s'agit d'une formation toponymique médiévale en -ville au sens ancien de « domaine rural » dont le premier élément Reigne- représente un anthroponyme selon le cas général,.
L'élément Reigne- figure vraisemblablement le nom de personne scandinave Runi, (comprendre vieux norrois Rúni ou vieux danois Runi).
Le nom de personne Rúni semble se retrouver également dans Runetot (Seine-Maritime, Motteville, anciennement Runetot) et Runeval (ou Runneval, Seine-Maritime, Vieux-Rouen-sur-Bresle anciennement Runeval).
Remarques : François de Beaurepaire n'adhère pas à ce point de vue et considère l'élément Reigne- comme d'origine indéterminée. Par ailleurs l'évolution anormale u > ei est attestée au XIVe – XVe siècle, tandis que celle de la consonne /n/ vers /ɲ/ semble s'être produite par attraction paronymique de Regnéville postérieurement au XVe siècle.
Le déterminant complémentaire Bocage a été rajouté en 1947.
Le gentilé est Reignevillais.

## Histoire
En 1188, Luc de Runéville donne le patronage de l'église Saint-Martin à l'abbaye de Blanchelande. La donation sera confirmée par Guillaume de Tournebut, évêque de Coutances de 1184 à 1202.

## Politique et administration
| Période                                  | Période   | Identité           | Étiquette | Qualité                |
| ---------------------------------------- | --------- | ------------------ | --------- | ---------------------- |
| 1957                                     | mars 2001 | Jean Lemarinier    |           |                        |
| mars 2001                                | En cours  | Dominique Lemenuel | SE        | Laborantin de laiterie |
| Les données manquantes sont à compléter. |           |                    |           |                        |

Le conseil municipal est composé de sept membres dont le maire et deux adjoints.

## Démographie
L'évolution du nombre d'habitants est connue à travers les recensements de la population effectués dans la commune depuis 1793. Pour les communes de moins de 10 000 habitants, une enquête de recensement portant sur toute la population est réalisée tous les cinq ans, les populations de référence des années intermédiaires étant quant à elles estimées par interpolation ou extrapolation. Pour la commune, le premier recensement exhaustif entrant dans le cadre du nouveau dispositif a été réalisé en 2008.
En 2022, la commune comptait 38 habitants, en évolution de −2,56 % par rapport à 2016 (Manche : −0,31 %, France hors Mayotte : +2,11 %).
Reigneville a compté jusqu'à 151 habitants en 1806.
| 1793 | 1800 | 1806 | 1821 | 1831 | 1836 | 1841 | 1846 | 1851 |
| ---- | ---- | ---- | ---- | ---- | ---- | ---- | ---- | ---- |
| 142  | 130  | 151  | 142  | 106  | 118  | 105  | 106  | 105  |

| 1856 | 1861 | 1866 | 1872 | 1876 | 1881 | 1886 | 1891 | 1896 |
| ---- | ---- | ---- | ---- | ---- | ---- | ---- | ---- | ---- |
| 103  | 90   | 77   | 73   | 65   | 72   | 65   | 68   | 54   |

| 1901 | 1906 | 1911 | 1921 | 1926 | 1931 | 1936 | 1946 | 1954 |
| ---- | ---- | ---- | ---- | ---- | ---- | ---- | ---- | ---- |
| 68   | 57   | 54   | 37   | 45   | 40   | 38   | 43   | 53   |

| 1962 | 1968 | 1975 | 1982 | 1990 | 1999 | 2006 | 2008 | 2013 |
| ---- | ---- | ---- | ---- | ---- | ---- | ---- | ---- | ---- |
| 48   | 43   | 36   | 37   | 30   | 28   | 29   | 29   | 37   |

| 2018 | 2022 | - | - | - | - | - | - | - |
| ---- | ---- | - | - | - | - | - | - | - |
| 38   | 38   | - | - | - | - | - | - | - |

## Lieux et monuments
- Manoir de la Cour (XVIe siècle), témoin de la Renaissance en Cotentin, avec logis sur quatre niveaux et tourelle en petites briques, inscrit aux monuments historiques[29].
- Manoir des Ronchettes (XVIe siècle).
- Ancienne église Saint-Martin tombée en ruine dans les années 1800 et dont la sacristie (1786) sert aujourd'hui de mairie[30]. De l'église, qui ne fut pas reconstruite, il subsiste un arc de voûte ainsi que les fonts baptismaux du XVIe siècle[22].
- Croix de cimetière du XVIIe siècle.